# Otto Schubert (Tribologe)
Otto Schubert (* 23. April 1918 in Augsburg; † 26. März 1978 in Gießen) war ein deutscher Offizier und seit 1976 Professor der Tribologie an der FH Gießen.

## Leben
Schubert bestand 1937 das Abitur und wurde anschließend zum Reichsarbeitsdienst und zur Wehrmacht eingezogen. Er schlug die Laufbahn des Berufsoffiziers ein, stieg im Laufe des Zweiten Weltkrieges bis zum Hauptmann auf und war zuletzt Chef einer Sturmgeschützbatterie. Für seinen Einsatz erhielt er u. a. beide Klassen des Eisernen Kreuzes sowie das Deutsche Kreuz in Gold. Am Ende des Krieges geriet er als Angehöriger der Heeresgruppe Kurland in sowjetische Kriegsgefangenschaft. Im Altai musste er in einem Bleibergwerk arbeiten. Durch Misshandlungen und einen Arbeitsunfall erlitt er erhebliche körperliche Beschädigungen; die Amputation des linken Unterschenkels war die Folge.
Ende 1948 kehrte Otto Schubert aus der Gefangenschaft zurück, studierte in Erlangen Chemie, Erdkunde und Biologie und bestand 1952 sein Staatsexamen.
Nach einer vorübergehenden Beschäftigung in einem Hüttenlager fand er 1954 eine Anstellung als Lehrer an einer höheren Schule Gießens und wechselte schließlich als Oberstudienrat zur Ingenieurschule in derselben Stadt, der jetzigen Fachhochschule, über, an der er 1976 zum Professor mit dem Spezialgebiet der Tribologie ernannt wurde. Seine Dissertation mit dem Thema „Die pädagogische Relevanz des Fachgebiets Tribotechnik für die Effizienz des graduierten Ingenieurs“ stand vor der Vollendung. In seinem Beruf war er nicht nur Lehrer, seine Forschungen führten zu mehreren Erfindungen.
Als er sein Studium begann, hatte Schubert noch nicht die Gelegenheit, in eine studentische Korporation einzutreten. Er holte dieses nach, indem er Alter Herr in einer Burschenschaft der Ingenieurschule wurde und auch aktiv beim Corps Irminsul wurde, dem er bis zu seinem Tode angehörte und auf dessen Band er im Alter von 54 noch zwei Mensuren schlug.
Am 19. März 1978 fand für Schubert in Gießen eine Trauerfeier statt, das eigentliche Begräbnis war am 31. März 1978 in Erlangen. Die Chargen des Corps Irminsul mit der Corpsfahne, ein Zug der Bundeswehr, Abordnungen des Soldatenbundes, der Burschenschaft der Fachhochschule gaben der Beisetzung Otto Schuberts den Rahmen.